# A Ba Thái
A Ba Thái (tiếng Mãn: ᠠᠪᠠᡨᠠᡳ, chuyển tả: Abatai, chữ Hán: 阿巴泰, 27 tháng 7 năm 1589 - 10 tháng 5 năm 1646), Ái Tân Giác La, người Mãn Châu Chính Lam kỳ, là Hoàng tử và nhà quân sự thời kỳ đầu nhà Thanh.

## Cuộc đời
A Ba Thái sinh vào giờ Ngọ, ngày 16 tháng 6 (âm lịch) năm Minh Vạn Lịch thứ 17 (1589), trong gia tộc Ái Tân Giác La. Ông là con trai thứ bảy của Thanh Thái Tổ Nỗ Nhĩ Cáp Xích. Mẹ ông là Trắc phi Y Nhĩ Căn Giác La thị (伊尔根觉罗氏), con gái của Trác Thân Ba Yến (札亲巴宴).

### Thời Nỗ Nhĩ Cáp Xích
A Ba Thái sơ phong Thai cát, rất sớm đã theo quân Hậu Kim chinh chiến. Năm Minh Vạn Lịch thứ 19 (1611), ông cùng Phí Anh Đông, An Phí Dương Cổ suất quân tấn công Oa Tập bộ (窝集部) của Đông Hải Nữ Chân, theo hai đường Ô Nhĩ Cố Thần (乌尔固辰) và Mục Lăng (穆棱), bắt giữ được hơn ngàn người mới thu quân.
Năm Thiên Mệnh thứ 8 (1623), ông cùng với đám người Thai cát Đức Cách Loại thảo phạt Trát Lỗ Đặc, qua sông Liêu Hà, tấn công Trát Lỗ Đặc bộ trưởng Ngang An (昂安). Ngang An và vợ trốn trên một chiếc xe bò chạy trốn, quân Hậu Kim truy kích, Ngang bang Chương kinh  Đạt Âm Bố (达音布) tử trận. A Ba Thái kế tục tiến lên, chặt đầu Ngang An cùng các con trai, bắt giữ tất cả bộ chúng rồi rút quân. Nỗ Nhĩ Cáp Xích đích thân ra vùng ngoại ô thăm hỏi đại quân, lại ban thưởng cho các tướng sĩ đi theo ông.
Năm thứ 11 (1626), tháng 9, Hoàng Thái Cực lên ngôi và ông được phong làm Bối lặc.

### Thời Hoàng Thái Cực

#### Những năm Thiên Thông
Sau khi Hoàng Thái Cực lên ngôi, A Ba Thái được phong Bối lặc. Nhưng ông lại cho rằng công lao của mình vốn nên được phong Hòa Thạc Bối lặc, không hài lòng với điều này, ông đã nói điều bất mãn của mình cho Dương Cổ Lợi và Đạt Nhĩ Hán: "Chiến tranh lập tức mặc áo giáp, đi ăn lập tức đeo cung tiễn, sao không được Hòa Thạc Bối lặc?". Sau khi biết điều đó, Hoàng Thái Cực chỉ phân phó mọi người khuyên giải A Ba Thái: "Các ngươi lựa lời mà khuyên, báo trẫm làm gì?".
Năm Thiên Thông nguyên niên (1627), lúc thiết yến Sát Cáp Nhĩ Ngang Khôn Đỗ Lăng quy thuận, A Ba Thái cảm thấy bị nhục nhã khi Mông Cổ Bối lặc Minh An Ba Khắc có vị trí ngồi cao hơn, còn ông phải ngồi ngang hàng với các tiểu Bối lặc nên nói rằng từ nay về sau sẽ không tham gia yến tiệc nữa. Hoàng Thái Cực đã đem điều này nói với các vị Bối lặc, Đại Thiện và các vị Bối lặc khác đều trách A Ba Thái: "Đức Cách Loại, Tế Nhĩ Cáp Lãng, Đỗ Độ, Nhạc Thác và Thạc Thác từ sớm đã cùng Ngũ đại thần nghị chính, mà ngươi thì còn chưa được thảo luận chính sự. A Tế Cách, Đa Nhĩ Cổn, Đa Đạc, lúc Tiên Đế (tức Nỗ Nhĩ Cáp Xích) còn tại thế đã cho họ được chưởng quản một Kỳ, đến các Bối lặc khác đều sớm được phong tước vị Nhập bát phân trước ngươi. Bây giờ A Ba Thái ngươi có thể được phong Bối lặc, chưởng quản 6 Ngưu lục, đã nhiều hơn những gì ngươi đáng được nhận rồi. Bây giờ ngươi muốn ngang hàng với các Hòa Thạc Bối lặc, được Hòa Thạc Bối lặc rồi chẳng phải càng muốn nhiều hơn sao."  A Ba Thái bị trách tội, phạt bốn kiện giáp trụ và điêu an mã, tám kiện tố an mã.
Năm thứ 2 (1628), ông cùng Nhạc Thác và Thạc Thác suất quân chinh phạt Cẩm Châu, quân Minh rút về Ninh Viễn. Ông suất quân hạ được 21 đồn đài, phá hủy ba thành Cẩm Châu, Hạnh Sơn và Cao Kiều rồi mới rút quân.
Năm thứ 3 (1629), ông theo đại quân của Hoàng Thái Cực phạt Minh, từ đồn Ba La Hà (波罗河屯) của Khách Lạt Thấm, hành quân suốt bảy ngày, cùng với A Tế Cách suất lĩnh bốn Kỳ cánh trái và quân Mông Cổ tấn công Long Tỉnh quan, đến nửa đêm thì hạ được. Tướng quân nhà Minh là Dịch Ái từ thành Hán Nhi Trang đưa quân đến cứu viện nhưng bị quân Thanh đánh bại, Dịch Ái cũng bị A Ba Thái chém đầu. Đại quân thuận thế vào chiếm giữ thành. Cùng lúc đó, Hoàng Thái Cực hạ được Hồng Sơn Khẩu, áp sát Tuân Hóa, đánh bại viện binh của quân Minh ở Sơn Hải quan.
Sau đó, ông lại lĩnh quân di chuyển đến Thông Châu. Minh Tổng binh Mãn Quế và Hầu Thế Lộc đóng quân ở Thuận Nghĩa, bị ông và Nhạc Thác đánh bại. Quân của ông thu được hơn ngàn con ngựa, bảy trăm lạc đà. Thuận Nghĩa cũng bị đánh hạ.
Lúc này Viên Sùng Hoán, Tổ Đại Thọ cùng hai mươi ngàn binh sĩ đang đóng giữ bên ngoài Quảng Cừ môn, ông cùng Mãng Cổ Nhĩ Thái cùng suất quân tấn công. Về sau, nghe nói quân Minh sẽ đặt quân phục kích ở cánh phải, các Bối lặc hẹn nhau sau khi vào thành sẽ cùng đánh về hướng đấy. Quân đội Hào Cách đánh sang cánh phải, đánh tan viện quân của địch, liên tục đánh thẳng đến Bắc Kinh. A Ba Thái xuất quân trung lộ, mặc dù cũng đại phá quân Minh, nhưng lúc cần hội quân với Hào Cách lại tạm ngừng công kích. Các Bối lặc cùng nhau thương nghị, cách đi tước vị của A Ba Thái. Hoàng Thái Cực nói rằng A Ba Thái không phải hèn nhát, chỉ là muốn chiếu cố hai người con trai nên mới sai hẹn với Hào Cách, vì vậy nên khoan dung, không xử tội ông.
A Ba Thái hành quân đến Thông Châu, thiêu cháy thuyền địch, chiếm được Trương Gia Loan. Sau đó, ông lại theo Hoàng Thái Cực đưa quân đến Kế Châu. Lúc này, năm ngàn quân Minh từ hướng Sơn Hải quan đánh đến, A Ba Thái hăng hái tấn công, bao vây tiêu diệt quân Minh.
Năm thứ 4 (1630), ông lại theo Hoàng Thái Cực vây công Vĩnh Bình, cùng Tế Nhĩ Cáp Lãng trảm đầu phản tướng Lưu Hưng Tộ (刘兴祚). Ông nhậm mệnh ở lại trú thủ Vĩnh Bình. Quân Minh tấn công Loan Châu, ông cùng Tát Cáp Lân đưa quân đến cứu viện, sau khi quân Minh rút lui thì ông cũng rút quân trở về.
Năm thứ 5 (1631), tháng 7, nhà Thanh phỏng theo nhà Minh thiết lập Lục bộ, ông được giao quản lý Công bộ. Cùng năm đó, ông tham gia trận Đại Lăng Hà. Chính Hoàng kỳ vây phía tây bắc, Tương Hoàng kỳ vây phía đông bắc, A Ba Thái suất lĩnh quân Ba Nha Lạt phối hợp tác chiến.
Tổ Đại Thọ xuất thành đầu hàng, ông cùng Đức Cách Loại, Đa Nhĩ Cổn, Nhạc Thác thống lĩnh bốn ngàn binh lính, thay đổi Hán phục, giả trang thành quân Tổ Đại Thọ, ra vẻ tan tác chạy loạn, trong đêm đánh lén Cẩm Châu. Người dân Cẩm Châu cho răng đó là đào binh trong trận Đại Lăng Hà, mở thành đón vào, A Ba Thái lập tức xuất kích, bắt giết nhiều người, nhưng vì gặp sương mù mà phải lui quân.
Năm thứ 7 (1633), ông hoàn thành việc xây dựng Lan Bàn thành, được ban thưởng một bộ Mãng y ngự dụng, tám kiện lông chồn tía, một con ngựa.
Tháng 6, Hoàng Thái Cực trưng cầu ý kiến của các đại thần về việc đánh Minh triều, Triều Tiên, Sát Cáp Nhĩ, nên đánh địa phương nào trước. Ông trả lời nên đánh Minh triều trước.
Tháng 8, A Ba Thái suất quân tấn công Sơn Hải quan, bắt giữ hơn ngàn người liền lui quân. Hoàng Thái Cực đích thân đến nghênh đón đại quân nhưng cũng trách ông không tiến quân sâu hơn.
Năm thứ 8 (1634), ông theo đại quân xuất chinh Tuyên Phủ, đến Ứng Châu, đánh hạ Linh Khâu cùng Vương Gia Trang.

#### Những năm Sùng Đức
Năm Sùng Đức nguyên niên (1636), tháng 4, ông được phong làm Đa La Nhiêu Dư Bối lặc (多罗饶余贝勒). Tháng 6, ông cùng Anh Quận vương A Tế Cách suất quân tấn công quân Minh. Hạ được Điêu Ngạc bảo, Trường An Lĩnh bảo, áp sát Duyên Khánh, chia binh ra tấn công mười thành Định Hưng, An Túc (安肃), Dung Thành, An Châu, Hùng, Đông An, Văn An, Bảo Trì, Thuận Nghĩa, Xương Bình. Hơn năm mưới sáu cuộc chiến đều báo tin thắng trận, bắt được hơn mười mấy vạn người rồi mới rút quân. Sau khi khải hoàn trở về, Hoàng Thái Cực đích thân ra khỏi thành nghênh đón, mở tiệc khao quân. Không lâu sau, Hoàng Thái Cực suất lĩnh đại quân tấn công Triều Tiên, A Ba Thái lưu lại phòng thủ thành Cát Hải.
Năm thứ 3 (1638), Hoàng Thái Cực đem quân thảo phạt Khách Nhĩ Khách, A Ba Thái và Đại Thiện ở lại đóng giữ, tu sửa Đô Nhĩ Bật Thành (都爾弼城) ở Liêu Dương, khôi phục con đường từ Thịnh Kinh đến Liêu Hà, con đường rộng hơn mười trượng, cao ba thước, hai bên đường đều có đường hào. Đa Nhĩ Cổn suất quân phạt Minh, A Ba Thái là phó tướng, phá hủy tường biên tiến vào, vượt qua kinh đô nhà Minh, tến về Trác Châu, thẳng đến Sơn Tây. Lại dẫn quân về Lâm Thanh, đánh hạ Tế Nam. Xâm chiếm Thiên Tân, Thiên An, xuất binh Thanh Sơn quan rồi mới rút lui. Sau khi khải hoàn trở về, ông được thưởng hai con ngựa và năm ngàn lượng bạc.
Năm thứ 4 (1639), cùng A Tế Cách tham gia Trận Tùng - Cẩm, tấn công Cẩm Châu, Ninh Viễn.
Năm thứ 5 (1640), cùng với Đa Nhĩ Cổn đóng quân ở Nghĩa Châu, chia quân hạ được chính đài phía tây thành Cẩm Châu, sau lại tiếp tục hạ được hai đài phía tây Tiểu Lăng Hà. Ông cùng với Đỗ Độ phục binh ở Ninh Viễn, cắt đứt con đường vận chuyển lương thực của quân Minh, đoạt được hơn ngàn thạch gạo. Lại tiếp tục đem quân đánh bại quân Minh ở Hạnh Sơn, Tùng Sơn. Vào thời điểm đó, đại quân đang luân phiên bao vây Cẩm Châu, A Ba Thái nhiều lần qua lại hai bên.
Năm thứ 6 (1641), ông theo Đa Nhĩ Cổn rời khỏi quân doanh ở Cẩm Châu hơn ba mươi dặm, lại tự ý cho phép binh lính về nhà, bị nghị tội đoạt tước. Nhưng Hoàng Thái Cực lại một lần nữa khoan dung, chỉ phạt hai ngàn lượng bạc. Sau đó, ông theo Hoàng Thái Cực đại phá 13 vạn quân tiếp viện của Hồng Thừa Trù.
Năm thứ 7 (1642), Cẩm Châu đầu hàng, ông cùng Tế Nhĩ Cáp Lãng vây công Hạnh Sơn, sau khi đánh hạ thì quay về thủ Cẩm Châu. Luận công ban thưởng, ông được thưởng bảy mươi thất Mãng đoạn.
Tháng 10 cùng năm, ông nhậm Đại tướng quân, thảo phạt Minh triều, Nội đại thần Đồ Nhĩ Cách là Phó tướng. Quân đội tiến vào biên giới nhà Minh từ Hoàng Nhai khẩu, đánh bại tướng nhà Minh là Bạch Đằng Giao ở Kế Châu, phá Hà Gian, Cảnh Châu. Tiếp cận Duyện Châu, chém đầu bọn Minh Lỗ vương Chu Dĩ Phái. Chia quân tấn công thành Lai Châu, Đặng Châu, Thanh Châu, Cử Châu, Nghi Châu và phía nam đến Hải Châu. Lúc rút quân về, lần lượt chiếm Thương Châu, Thiên Tân, Tam Hà và Mạt Vân. Tất cả đánh hạ được 88 thành, buộc 6 thành đầu hàng, bắt 36 vạn người, chiếm được 12 ngàn lượng vàng, 220 vạn lượng bạc.
Năm thứ 8 (1643), tháng 5, toàn quân khải hoàn trở về, Hoàng Thái Cực phái Tế Nhĩ Cáp Lãng, Đa Nhĩ Cổn ra khỏi thành ba mươi dặm nghênh đón đại quân, ông được ban thưởng 1 vạn lượng bạc..

### Thời Thuận Trị
Năm Thuận Trị nguyên niên (1644), tháng 4, ông được phong làm Đa La Nhiêu Dư Quận vương (多罗饶余郡王). Năm thứ 2 (1645), tháng giêng, ông nhậm Tổng thống lĩnh, suất lĩnh quân hai cánh trấn thủ Sơn Đông, tiêu diệt thổ khấu ở Mãn Gia động rồi rút quân. Sau đó, ông phái Đô thống Chuẩn Tháp đánh bại quân đội Nam Minh đóng quân ở Từ Châu, tích cực chuẩn bị Nam hạ.
Năm thứ 3 (1646), ngày 25 tháng 3, ông qua đời vì bệnh, thọ 58 tuổi.

### Sau khi qua đời
Khang Hi nguyên niên (1662), ông được Khang Hi Đế truy phong làm Nhiêu Dư Thân vương. Năm thứ 10 (1671), ông được truy thụy "Mẫn", tức Nhiêu Dư Mẫn Thân vương (饒餘敏親王). Năm Càn Long thứ 19 (1754), ông được đưa vào Hiền Vương từ ở Thịnh Kinh.
Năm thứ 43 (1778), Càn Long Đế cho rằng A Ba Thái và con trai Nhạc Lạc đều có công lao to lớn, con cháu chỉ có một người tập tước Phụng ân Tướng quân là không đủ, đặc biệt gia ân thêm một tước vị Phụ quốc công, được thế tập võng thế.

## Viên tẩm
Nhiêu Dư Mẫn Thân vương viên tẩm nằm ở khu Thạch Cảnh Sơn (石景山), thuộc Ngũ Lý Đà (五里坨), vốn là kiến trúc quy mô lớn còn sót lại của Long Ân tự thời Minh. Trong khu vực Thạch Cảnh Sơn này, có một nơi được xưng là "Nam cung", chính là khu vực mộ phần của Nhiêu Dư vương phủ. A Ba Thái có năm con trai, trong đó con trai trưởng Thượng Kiến an táng ở Liêu Ninh, còn lại bốn người con trai và bản thân A Ba Thái đều an táng ở "Nam cung": A Ba Thái (Tổ Thái vương phần), con trai trưởng của Thượng Kiến - Điệu Mẫn Bối tử Tô Bố Đồ (Đại Thái vương phần), Ôn Lương Bối tử Bác Hòa Thác (Nhị Thái vương phần), Đoan Trọng Thân vương Bác Lạc (Tam Thái vương phần), An Thân vương Nhạc Lạc (Tứ Thái vương phần) và Khổng Cổ Lý (Ngũ Thái vương phần).
Viên tẩm này dựa vào núi Lão Tổ, mặt xoay về hướng Nam, từ Nam đến Bắc có hàng rào gỗ, Đại môn, cột trụ đá trổ hoa, tượng người đá, tượng ngựa, lạc đà và dê đá do quan viên dắt, năm đạo bài lâu, trong đó có một đạo treo biển "Thứu phong thắng địa" ở chính diện và treo biển "Lộc Uyển Tùng lâm" ở sau lưng, đều là di vật thời Minh; ba tọa cầu đá, ba tòa bi lâu, bi đá, hưởng điện, nguyệt đài, bảo thành, bên ngoài bảo thành có có ba lớp tường gạch, xưng là "Tam hoàn thiêu nguyệt". Trung tâm là mộ của A Ba Thái, phía sau bảo thành có bốn tòa bảo đính, là mộ phần của Đích - Trắc Phúc tấn của A Ba Thái.
Phía đông nam của Tổ Thái vương phần là Đại Thái vương phần, tục xưng "Hồng Sách Lan", bên ngoài có bài phường, bên trong có thạch môn, hưởng điện, bảo đính. Phía tây nam là Tam Thái vương phần, có thạch bài phường, hưởng điện và năm tòa bảo đính. Phía tây là Nhị Thái vương phần, có cột trụ đá xanh trổ hoa, thạch bài phường, một đôi sư tử đá, thạch môn, hưởng điện và sáu tòa bảo đính. Xa hơn về phía tây là phần mộ của Chương Thái và Truân Châu - hai con trai của Bác Hòa Thác. Phía đông là Ngũ Thái vương phần, xưng là "Đông Hương đường", bên ngoài có thạch môn, bên trong có 17 tòa bảo đính. Cách một núi nhỏ là Tứ Thái vương phần, vốn có cầu đá, cột trụ đá trổ hoa, tượng đá hình người, ngựa, lạc đà, dê; đại cung môn, hai đạo thạch môn, hưởng điện, bảo thành; sau vì Nhạc Lạc bị cách tước mà quy chế bị giảm xuống. Thê thiếp của Nhạc Lạc an táng ở một khu vực nhỏ phía Đông của bảo thành, ở giữa là mộ phần của Mã Nhĩ Hồn, Hoa Di, Tích Quý, Đại Anh - đều là con cháu của Nhạc Lạc.
Nơi này là Viên tẩm của Tông thất có cấu trúc phức tạp nhất nhà Thanh, cũng có thể nói là viên tẩm có quy mô lớn nhất.

## Gia quyến

### Thê thiếp
- Đích Phúc tấn: Nạp Lạt thị (纳喇氏), con gái của Nam Tam Thản (男三坦).
- Trắc Phúc tấn: Bác Nhĩ Tế Cát Đặc thị (博尔济吉特氏), con gái của Bật Tề Khắc Đồ (弼齐克图).
- Thiếp: 
  - Mãng Nặc Đặc thị (莽诺特氏), con gái của Trát Phổ Tát Nhĩ (扎普萨尔).
  - Công Cát Nạp Đặc thị (公吉纳特氏), con gái của Tích Lang Trát Phổ (积郎扎普).
  - Ô Lương Hải Tế Nhĩ Mạc Đặc thị (乌梁海济尔莫特氏), con gái của Hà Nhĩ (何尔).

### Hậu duệ

#### Con trai
1. Thượng Kiến (尚建; 1606 - 1630), mẹ là Đích Phúc tấn Nạp Lạt thị. Qua đời được truy thụy Cố Sơn Hiền Khác Bối tử (固山賢慤貝子). Có hai con trai.
2. Bác Hòa Thác (博和託; 1610 - 1648), mẹ là Đích Phúc tấn Nạp Lạt thị. Sơ phong Phụ quốc công. Năm 1644, nhờ quân công mà thăng Cố Sơn Bối tử. Sau khi qua đời được truy thụy "Ôn Lương" (温良). Có sáu con trai.
3. Bác Lạc (博洛; 1613 - 1652), mẹ là Đích Phúc tấn Nạp Lạt thị. Năm 1636 được phong Cố Sơn Bối tử. Năm 1644 thăng Đa La Bối lặc, 3 năm sau thăng Đoan Trọng Quận vương. Năm 1649 tấn phong Hòa Thạc Thân vương, 1 năm sau bị hàng xuống Quận vương. Năm 1651 phục hồi tước vị Thân vương. Năm 1659 vì phụ họa Đa Nhĩ Cổn mà ông bị Thuận Trị Đệ đoạt tước thụy và bia. Có chín con trai.
4. Nhạc Lạc (岳樂; 1625 - 1689), mẹ là Đích Phúc tấn Nạp Lạt thị. Sơ phong Phụ quốc công. Năm 1649 nhờ quân công mà thăng Đa La Bối lặc. Năm 1651 tập tước, được phong An Quận vương. Năm 1657 tấn phong An Thân vương. Sau khi qua đời được truy thụy "Hòa" (和). Năm 1700, bị truy hàng Quận vương, đoạt thụy. Cưới con gái của Phụ chính đại thần Sách Ni. Có hai mươi con trai.
5. Khổng Cổ Lý (孔古理; 1639 - 1649), mẹ là Trắc Phúc tấn Bác Nhĩ Tế Cát Đặc thị. Chết yểu.

#### Con gái
| # | Danh xưng           | Sinh | Mất  | Hôn phối |
| - | ------------------- | ---- | ---- | --- |
| 1 | Phủ Thuận Cách cách | 1604 | 1629 | Tam đẳng tử Lý Vĩnh Phương (李永芳) |
| 2 | Huyện chúa          | 1605 | 1676 | - Anh Nga Nhĩ Đại (英俄爾岱) của Tha Tha Lạp thị - Tá lĩnh Thiện Bố (禅布) hay Sắc Mộc Bố (察木布) của Na Lạp thị, tằng tôn Ô Lạp Bối lặc Bố Nhan |
| 3 | Huyện chúa          | 1611 | 1648 | Khinh xa Đô úy Nông Đạt (農鐸) của Quách Lạc La thị                                                                                               |
| 4 | Huyện chúa          | 1614 | 1669 | Tử tước Bố Nhĩ Cáp Nhĩ Đạt Nhĩ Hán (布爾哈爾岱達爾漢) của Bác Nhĩ Tế Cát Đặc thị                                                                  |
| 5 | Quận quân           | 1617 | 1673 | Nhất đẳng công Nội đại thần Tháp Chiêm (塔瞻) |
| 6 |                     | 1620 | 1645 | Đầu đẳng Thị vệ Tắc Nhĩ Hỗ Lăng (塞爾祜棱) của Bác Nhĩ Tế Cát Đặc thị                                                                             |
| 7 | Huyện chúa          | 1621 | 1669 | Bối lặc Xước Nhĩ Tế (綽爾濟) của Bác Nhĩ Tế Cát Đặc thị, sinh Hiếu Huệ Chương Hoàng hậu                                                           |